# Premio Pritzker
El premio Pritzker de arquitectura es un reconocimiento concedido anualmente y patrocinado por la fundación estadounidense Hyatt. Es el premio de mayor prestigio internacional y el principal galardón concedido para honrar a un arquitecto en el mundo, referido comunmente como el «Nobel de Arquitectura».

## Historia
Creado en 1979 por Jay A. Pritzker, nacido en Chicago, e impulsado por su familia, se entrega anualmente a un arquitecto en vida de cualquier país, que haya mostrado a través de sus proyectos y obras construidas las diferentes facetas de su talento como arquitecto, contribuyendo con ellas al enriquecimiento de la humanidad. Una de las cualidades que constituye el requisito principal para obtenerlo es la demostración de un alto nivel de creatividad en el diseño de las obras que, además, deben ser funcionales y de buena calidad en la construcción. Desde hace unos años, la relevancia del aspecto social para obtener el premio ha sido un fuerte contrapeso en la elección de los laureados. Este es el caso de Shigeru Ban o Alejandro Aravena.
El primer arquitecto latinoamericano en ganarlo fue Luis Barragán, de Guadalajara, México. Años más tarde, en 1988, fue galardonado el brasileño Oscar Niemeyer.
La primera mujer que obtuvo el premio Pritzker fue Zaha Hadid, en 2004. Solo se ha distinguido con este premio a seis mujeres desde 1979: Zaha Hadid en 2004, Kazuyo Sejima (junto a Ryūe Nishizawa) en 2010, Carme Pigem (junto a Rafael Aranda y Ramón Villalta) en 2017, Yvonne Farrell y Shelley McNamara de Grafton Architects en 2020 y Anne Lacaton en 2021. En 2013 se inició una petición de firmas en internet promovida por estudiantes graduadas de la Universidad de Harvard en la que se solicita la concesión del Pritzker de manera retroactiva para Denise Scott Brown, coautora de los trabajos por los que en 1991 se premió en solitario al arquitecto Robert Venturi, su esposo, a pesar de que desde hacía 26 años firmaban conjuntamente sus obras. Igualmente en 1986 se premió a Gottfried Böhm y no a su socia y esposa Elisabeth Haggenmüller, y en 2012 a Wang Shu y no a Lu Wenyu socia de Amateur Architecture Studio.
El premio anual es de cien mil dólares. La ceremonia de entrega no se celebra siempre en el mismo lugar, sino en diferentes ciudades del mundo.

## Premios otorgados
| Año  | Ganador                                                      | Lugar de la ceremonia                                      | Ref.          |
| ---- | ------------------------------------------------------------ | ---------------------------------------------------------- | ------------- |
| 1979 | Philip Johnson                                               | Dumbarton Oaks                                             | [ 7 ]         |
| 1980 | Luis Barragán                                                | Dumbarton Oaks                                             | [ 8 ]         |
| 1981 | James Stirling                                               | National Building Museum                                   | [ 9 ]         |
| 1982 | Kevin Roche                                                  | Instituto de Arte de Chicago                               |               |
| 1983 | , Ieoh Ming Pei (I. M. Pei)                                  | Museo Metropolitano de Arte                                |               |
| 1984 | Richard Meier                                                | Galería Nacional de Arte                                   | [ 10 ]        |
| 1985 | Hans Hollein                                                 | Biblioteca Huntington                                      | [ 10 ]        |
| 1986 | Gottfried Böhm                                               | Gremio de Orfebres de Londres                              | [ 10 ]        |
| 1987 | Kenzo Tange                                                  | Museo de Arte Kimbell                                      | [ 11 ]        |
| 1988 | Gordon Bunshaft                                              | Instituto de Arte de Chicago                               | [ 10 ]        |
| 1988 | Oscar Niemeyer                                               | Instituto de Arte de Chicago                               | [ 10 ]        |
| 1989 | , Frank Gehry                                                | Tōdai-ji                                                   |               |
| 1990 | Aldo Rossi                                                   | Palacio Grassi                                             | [ 12 ]        |
| 1991 | Robert Venturi                                               | Palacio de Iturbide                                        | [ 13 ]        |
| 1992 | Álvaro Siza Vieira                                           | Biblioteca Harold Washington                               | [ 14 ]        |
| 1993 | Fumihiko Maki                                                | Castillo de Praga                                          | [ 11 ]        |
| 1994 | Christian de Portzamparc                                     | The Commons, Columbus (Indiana)                            | [ 15 ]        |
| 1995 | Tadao Ando                                                   | Palacio de Versalles                                       | [ 16 ]        |
| 1996 | Rafael Moneo                                                 | The Getty Center                                           | [ 17 ]        |
| 1997 | Sverre Fehn                                                  | Museo Guggenheim Bilbao                                    | [ 18 ]        |
| 1998 | Renzo Piano                                                  | Casa Blanca                                                | [ 19 ]        |
| 1999 | Norman Foster                                                | Altes Museum                                               | [ 17 ]        |
| 2000 | Rem Koolhaas                                                 | Parque Arqueológico de Jerusalén                           | [ 20 ]        |
| 2001 | Herzog & de Meuron (Jacques Herzog y Pierre de Meuron)       | Monticello                                                 | [ 21 ]        |
| 2002 | Glenn Murcutt                                                | Colina Capitolina de Miguel Ángel                          | [ 22 ]        |
| 2003 | Jørn Utzon                                                   | Real Academia de Bellas Artes de San Fernando              | [ 23 ]        |
| 2004 | , Zaha Hadid                                                 | Museo del Hermitage                                        |               |
| 2005 | Thom Mayne                                                   | Pabellón Jay Pritzker                                      | [ 24 ]        |
| 2006 | Paulo Mendes da Rocha                                        | Palacio de Dolmabahçe                                      | [ 25 ]        |
| 2007 | Richard Rogers                                               | Banqueting House                                           | [ 26 ]        |
| 2008 | Jean Nouvel                                                  | Biblioteca del Congreso de Estados Unidos                  | [ 17 ]        |
| 2009 | Peter Zumthor                                                | Palacio de la Legislatura de la Ciudad de Buenos Aires     | [ 17 ]        |
| 2010 | SANAA (Kazuyo Sejima y Ryue Nishizawa)                       | Isla Ellis                                                 | [ 17 ]        |
| 2011 | Eduardo Souto de Moura                                       | Auditorio Andrew W. Mellon                                 | [ 27 ]        |
| 2012 | Wang Shu                                                     | Gran Salón del Pueblo                                      |               |
| 2013 | Toyō Itō                                                     | Biblioteca y Museo Presidencial John F. Kennedy            | [ 28 ] [ 29 ] |
| 2014 | Shigeru Ban                                                  | Rijksmuseum                                                | [ 30 ]        |
| 2015 | Frei Otto                                                    | New World Center, Miami                                    | [ 31 ]        |
| 2016 | Alejandro Aravena                                            | Sede de la Organización de las Naciones Unidas, Nueva York | [ 32 ]        |
| 2017 | RCR Arquitectes (Rafael Aranda, Carme Pigem y Ramón Vilalta) | Palacio de Akasaka, Tokio                                  | [ 34 ]        |
| 2018 | Balkrishna Doshi                                             | Museo Aga Khan, Toronto                                    | [ 35 ]        |
| 2019 | Arata Isozaki                                                | Palacio de Versalles                                       | [ 36 ] [ 37 ] |
| 2020 | Grafton Architects (Shelley McNamara y Yvonne Farrell)       | En línea                                                   | [ 38 ]        |
| 2021 | Anne Lacaton y Jean-Philippe Vassal                          | En línea                                                   | [ 39 ]        |
| 2022 | , Diébédo Francis Kéré                                       | LSE Marshall Building, Londres                             | [ 40 ]        |
| 2023 | David Chipperfield                                           | Ágora de Atenas, Atenas                                    | [ 41 ]        |
| 2024 | Riken Yamamoto                                               | Instituto de Arte de Chicago, Chicago                      | [ 42 ]        |
| 2025 | Liu Jiakun                                                   | Instituto de Arte de Chicago, Chicago                      | [ 42 ]        |